# 深紅/愛の詩
『深紅/愛の詩』（しんく/あいのうた）は、島谷ひとみの26枚目のシングル。2007年9月5日発売。avex traxよりリリース。

## 解説
- 前作「Neva Eva」から約3か月ぶりのリリースで、両A面シングルとしては「Destiny-太陽の花-/恋水-tears of love-」以来4作目となる。
- 『CD』と『CD+DVD』の2形態での発売、ジャケットもそれぞれ異なる。
- 「深紅」は、バンプレスト（製作・フロム・ソフトウェア）のプレイステーション2専用ソフト『Another Century's Episode 3 THE FINAL』イメージソングである。
- 一方、「愛の詩」は同バンプレストのプレイステーション2専用ソフト『Another Century's Episode 3 THE FINAL』エンディングソングである。
- 2005年発売の、17枚目のシングル「Garnet Moon/祈り」に引き続き『Another Century's Episode』シリーズのイメージソング・エンディングソングとなっている。

## 収録曲

### CD
1. 深紅（original version）
  - 作詞:長瀬弘樹/作曲:柳沢英樹/編曲:中野雄太
2. 愛の詩
  - 作詞・作曲・編曲:BULGE
3. 深紅（A.C.E.3 version）
4. 深紅（Instrumental）
5. 愛の詩（Instrumental）

### DVD
1. 深紅（Music Clip）
2. 深紅（Music Clip Making movie）

## カバー
- 「THE IDOLM@STER」キャラクターアルバム 「THE IDOLM@STER MASTER SPECIAL 06」- 星井美希（声：長谷川明子）名義で「深紅」をカバー。